# Lewis Stone
Lewis Stone, de nom complet Lewis Shepard Stone (Worcester, Massachusetts, 15 de novembre de 1879 − Beverly Hills, Califòrnia, 12 de setembre de 1953) va ser un actor estatunidenc.

## Biografia
Va lluitar en la Guerra Hispano-estatunidenca, i després va tornar a la seva carrera com a escriptor. Aviat va començar a interpretar, però es va veure interromput per la Primera Guerra Mundial. En aquella època ja tenia el cabell blanc i un posat distingit, per la qual cosa va començar a interpretar papers que li esqueien en aquest sentit.
Lewis Stone apareix com "paper secundari" en nombroses produccions de la Metro-Goldwyn-Mayer dels anys 1930, al costat de Greta Garbo, Jean Harlow, Clark Gable…
La seva carrera arrenca en el temps del cinema mut, amb The Bargain (1914), i s'acaba amb La Perla negra (1953).
Fet destacable, actua a El Presoner de Zenda (on té el paper principal de Rudolf Rassendyll) i Scaramouche (1923), i una trentena d'anys després, en els seus remakes respectius en colors, El Presoner de Zenda i Scaramouche.
Lewis Stone treballà al teatre, a Broadway, entre 1912 i 1918.
Stone va ser nominat a l'Oscar al millor actor el 1929 per The Patriot. Després d'això, va actuar a diverses pel·lícules amb Greta Garbo. El seu treball a la reeixida pel·lícula carcerària The Big House  va promocionar la seva carrera, i va treballar al costat d'alguns dels grans noms del Hollywood dels anys trenta, com les estrelles Norma Shearer, John Gilbert, Ramón Novarro, Clark Gable, i Jean Harlow.
Va interpretar madurs aventurers de l'estil d'Indiana Jones a The Lost World, amb Wallace Beery, i a The Mask of Fu Manchu, al costat de Boris Karloff.
El 1937, Stone va assajar el paper que li faria famós, el del Jutge Hardy en la sèrie "Andy Hardy" de Mickey Rooney. Stone va interpretar el jutge a quinze pel·lícules, sent la primera You're Only Young Once.
Stone va morir a Beverly Hills, Califòrnia, el 12 de setembre de 1953. Hauria sofert un atac cardíac mentre recriminava a uns nois del veïnat que tiraven pedres al seu garatge.
Va estar casat en tres ocasions, amb Florence Oakley, amb Margaret Langham, i amb Hazel Elizabeth Wolf. Va tenir dos fills.
Té una estrella en el Passeig de la Fama de Hollywood, en el 6524 de Hollywood Boulevard.

## Filmografia

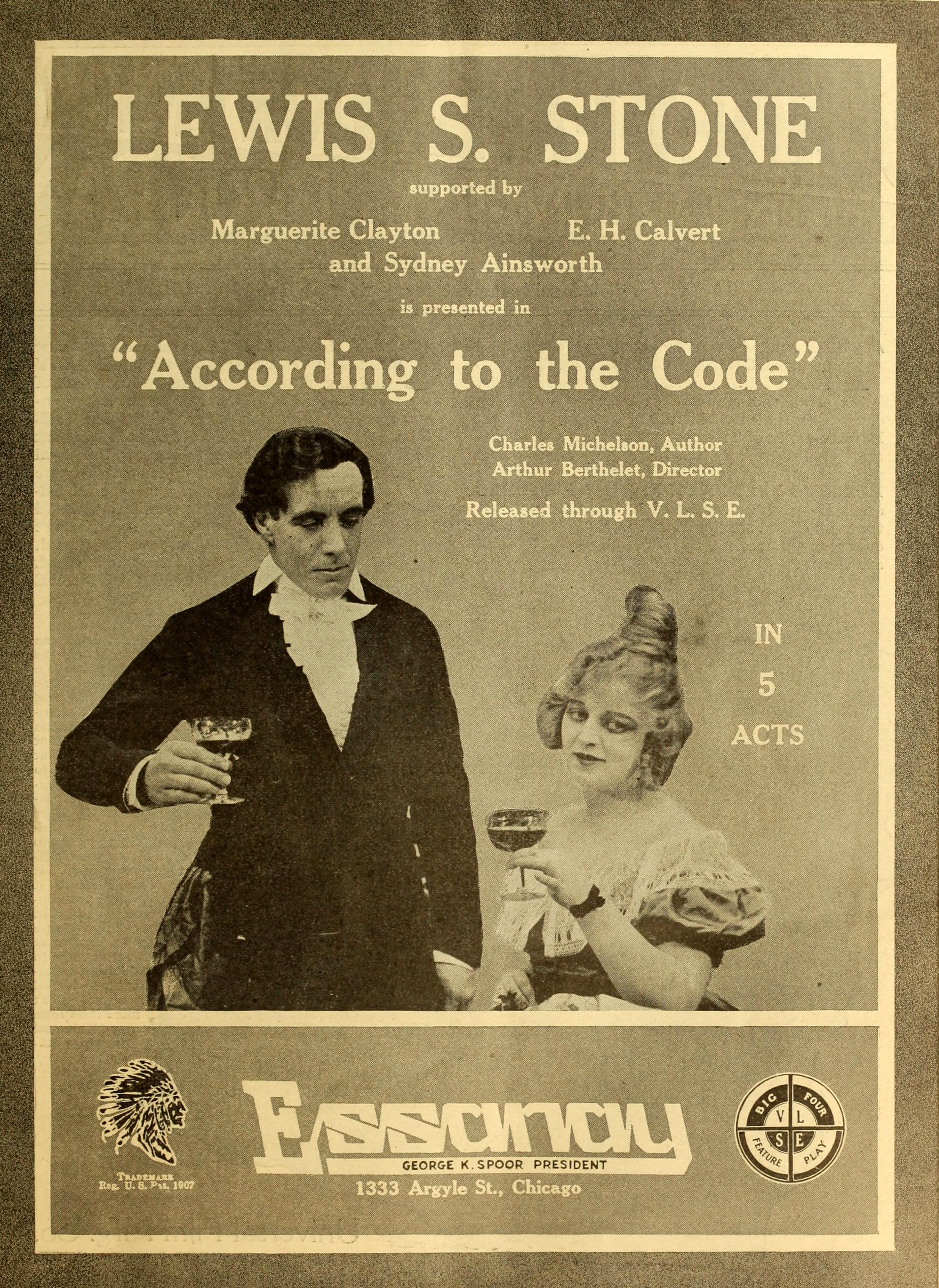
According to the Code (1916)

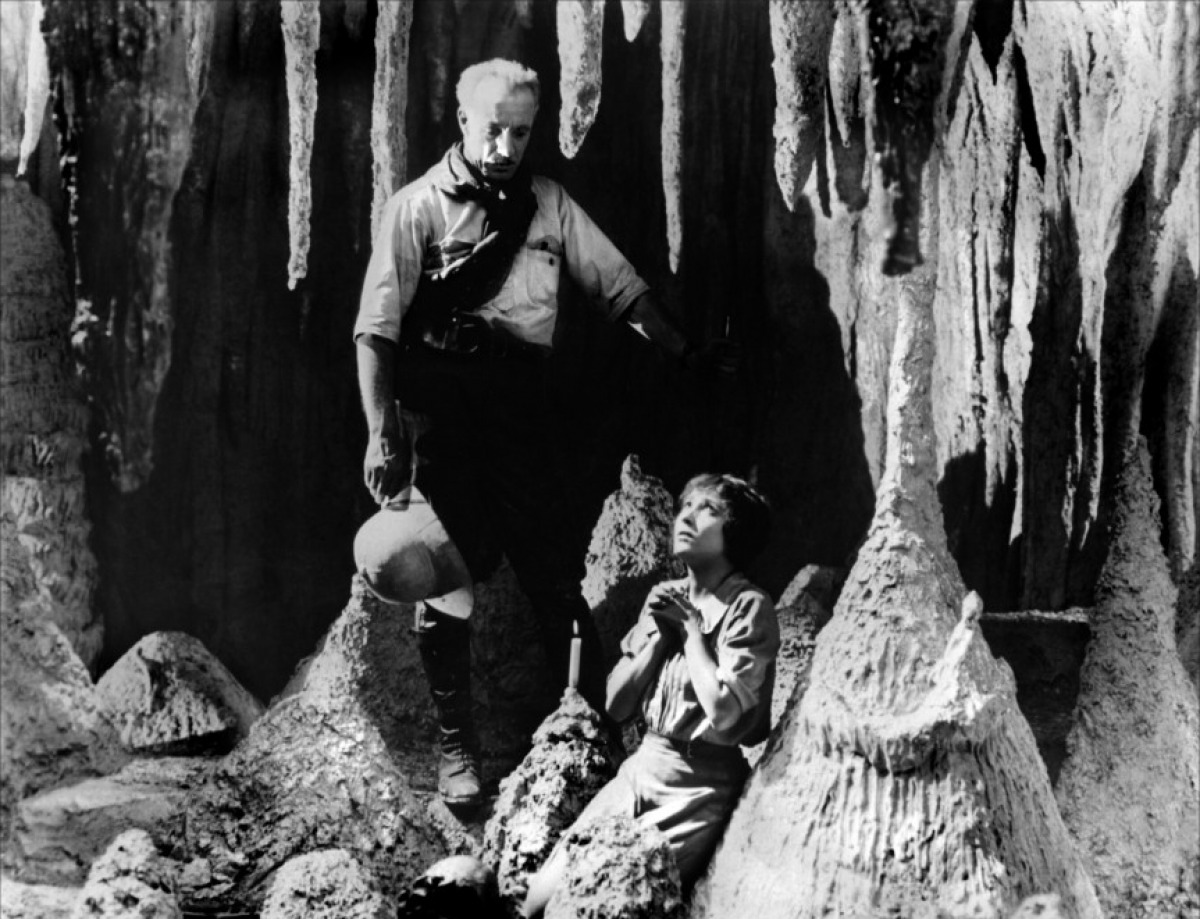
Amb Bessie Love, a The Lost Word (1925)

- 1914: The Bargain de Reginald Barker
- 1920: Held by the Enemy de Donald Crisp
- 1921: The Child Thou Gavest Me de John M. Stahl
- 1922: The Prisoner of Zenda de Rex Ingram
- 1922: Trifling Women de Rex Ingram
- 1923: The Dangerous Age de John M. Stahl
- 1923: Scaramouche de Rex Ingram
- 1924: Why Men Leave Home de John M. Stahl
- 1924: Husbands and Lovers de John M. Stahl
- 1924: The Stranger de Joseph Henabery
- 1925: El món perdut de Harry O. Hoyt
- 1925: Confessions of a Queen de Victor Sjöström
- 1926: The Girl from Montmartre d'Alfred E. Green
- 1927: The Private Life of Helen of Troy d'Alexander Korda
- 1928: The Patriot d'Ernst Lubitsch
- 1928: A Woman of Affairs de Clarence Brown
- 1929: Wild Orchids de Sidney Franklin
- 1929: The Trial of Mary Dugan de Bayard Veiller
- 1929: Madame X de Lionel Barrymore
- 1929: Their Own Desire d'E. Mason Hopper
- 1930: The Big House de George W. Hill
- 1930: Romance de Clarence Brown
- 1931: Inspiration de Clarence Brown
- 1931: The Secret Six de George W. Hill
- 1931: My Past de Roy Del Ruth
- 1931: The Phantom of Paris de John S. Robertson
- 1931: The Sin of Madelon Claudet d'Edgar Selwyn
- 1931: Strictly Dishonorable de John M. Stahl
- 1931: Mata Hari de George Fitzmaurice
- 1932: The Wet Parade de Victor Fleming
- 1932: The Mask of Fu Manchu de Charles Brabin
- 1932: Grand Hotel d'Edmund Goulding
- 1932: Letty Lynton de Clarence Brown
- 1932: Red-Headed Woman de Jack Conway
- 1932: The Son-Daughter de Clarence Brown
- 1933: The White Sister de Victor Fleming
- 1933: Looking Forward de Clarence Brown
- 1933: Bureau of Missing Persons de Roy Del Ruth
- 1933: Queen Christina de Rouben Mamoulian
- 1934: L'illa del tresor (Treasure Island) de Victor Fleming
- 1934: The Mystery of Mr. X d'Edgar Selwyn
- 1934: The Girl from Missouri de Jack Conway
- 1935: The Personal History, Adventures, Experience, and Observation of David Copperfield, the Younger de George Cukor
- 1935: Public Hero No.1 de J. Walter Ruben
- 1935: Shipmates Forever de Frank Borzage
- 1935: Woman Wanted de George B. Seitz
- 1935: China Seas de Tay Garnett
- 1936: Suzy de George Fitzmaurice
- 1936: The Unguarded Hour de Sam Wood
- 1937: You're Only Young Once de George B. Seitz
- 1938: Love Finds Andy Hardy de George B. Seitz
- 1938: The Chaser d'Edwin L. Marin
- 1939: The Ice Follies of 1939 de Reinhold Schünzel
- 1939: Judge Hardy and Son de George B. Seitz
- 1940: Andy Hardy Meets Debutante de George B. Seitz
- 1941: Andy Hardy's Private Secretary de George B. Seitz
- 1941: Life Begins For Andy Hardy de George B. Seitz
- 1942: The Courtship of Andy Hardy de George B. Seitz
- 1942: Andy Hardy's Double Life de George B. Seitz
- 1944: Andy Hardy's Blonde Trouble de George B. Seitz
- 1946: The Hoodlum Saint de Norman Taurog
- 1946: Love Laughs at Andy Hardy de Willis Goldbeck
- 1948: State of the Union de Frank Capra
- 1949: The Sun comes up de Richard Thorpe
- 1949: Any Number Can Play de Mervyn LeRoy
- 1950: Key to the City de George Sidney
- 1950: Stars in My Crown de Jacques Tourneur
- 1951: It's a Big Country, de Clarence Brown, Don Hartman, John Sturges & al.
- 1952: Scaramouche de George Sidney
- 1952: El presoner de Zenda (The Prisoner of Zenda) de Richard Thorpe
- 1953: Tots els germans eren valents (All the Brothers were valiant) de Richard Thorpe

## Premis i nominacions
Nominacions
- 1930: Oscar al millor actor per The Patriot